# Orsamus Cook Merrill
Orsamus Cook Merrill (* 18. Juni 1775 in Farmington, Colony of Connecticut; † 12. April 1865 in Bennington, Vermont) war ein US-amerikanischer Politiker. Zwischen 1817 und 1820 vertrat er den Bundesstaat Vermont im US-Repräsentantenhaus.

## Werdegang
Orsamus Merrill besuchte die Grundschule in seiner Heimat und zog im Jahr 1791 nach Bennington in Vermont. Nach einem Jurastudium wurde er im Jahr 1804 als Rechtsanwalt zugelassen. Während des Britisch-Amerikanischen Krieges von 1812 war er zunächst Major und später Oberstleutnant der Infanterie in der US-Armee. Nach dem Krieg wurde er 1815 an einem Nachlassgericht angestellt.
Merrill war Mitglied der Demokratisch-Republikanischen Partei. Bei den Kongresswahlen des Jahres 1816, die staatsweit abgehalten wurden, wurde er für den ersten Abgeordnetensitz von Vermont in das US-Repräsentantenhaus in Washington, D.C. gewählt. Dort trat er 4. März 1817 sein neues Mandat an. Bis zum 3. März 1819 konnte er eine volle Legislaturperiode im Kongress absolvieren. Bei den Wahlen des Jahres 1818 wurde er gegen Rollin Carolas Mallary wiedergewählt. Am 4. März 1819 trat er seine zweite Amtszeit im Kongress an; das Wahlergebnis wurde aber von Mallary angefochten. Nachdem diesem Einspruch stattgegeben wurde, musste Merrill sein Mandat am 12. Januar 1820 abgeben.
Im Jahr 1822 war Merrill Delegierter auf einer Versammlung zur Überarbeitung der Staatsverfassung von Vermont. Im selben Jahr wurde er in das Repräsentantenhaus von Vermont gewählt. Von 1822 bis 1823 war er auch Richter an einem Nachlassgericht, danach war er bis 1825 Staatsanwalt. Zwischen 1824 und 1827 gehörte Merrill dem Regierungsrat von Vermont an. Im Jahr 1836 wurde er in den Staatssenat gewählt. Danach war er von 1841 bis 1847 noch einmal Richter an einem Nachlassgericht. Später war er auch noch Posthalter der Stadt Bennington, in der er auch als Anwalt arbeitete. Orsamus Merrill erlebte noch den Bürgerkrieg und starb kurz nach dessen Ende am 12. April 1865 im Alter von fast 90 Jahren.